# Corticarina guatemalica
Corticarina guatemalica is een keversoort uit de familie van de schimmelkevers (Latridiidae). De wetenschappelijke naam van de soort werd in 1997 gepubliceerd door Johnson.